# Чубу
убу (на японски: 中部地方, Chūbu-chihō) е регион в Япония. Наричан още Централна Япония (на японски: 中部日本), Чубу обхваща девет префектури в централната част на основния японски остров, Хоншу. По официални данни от 2010 година, населението на Чубу е 21 715 822 души, а площта му е 66 786 квадратни километра.

## География
Макар и да не е официална административна единица, Чубу има ясно обособени геоморфологични граници. Основната географска особеност е събирането на три планински вериги – Североизточната, Югозападната и Шичито-Марианската. Те оформят три отделни зони: планинска, равнинна и вулканична. От планините най-ярко се отличават Хида, Кисо и Акаиши, които сформират масива на Японските алпи. Равнините се простират по дължината на разлома Итоигава-Шизуока, а вулканичната зона е доминирана от масива Фуджи. Вулканични масиви присъстват и в Хида, предимно гранитна планина, богата на кристали и фелдшпат. Най-високите ѝ върхове са Ярига (3180 метра) и Хотака (3190 метра), а около тях се намират и циркуси, морени и дълбоки речни долини. Най-широката част на Хоншу (280 километра) и най-високият връх (Фуджи, 3776 метра) са именно в Чубу.
Регионът условно се дели на три основни области. Хокурику е индустриална област по брега на Японско море, обхващаща префектурите Ниигата, Тояма, Ишикава и Фукуи, и често е наричана Ура Нихон („задна Япония“) заради мрачните и снеговити зими. Хокурику е промишлена област с добре развита химическа промишленост, металургия, производство на електроуреди, текстил и дървопреработка. По време на Втората световна война, в Куробе започва производство на ципове, а край Ниигата е застъпен и добивът на природен газ.
Токай, или Омоте Нихон („предна Япония“) е друга промишлена област, обхващаща префектурите Айчи и Шидзуока. От началото на миналия век, Токай претърпява всеобхватна индустриализация. Тук се намира Нагоя, един от водещите промишлени градове на Япония. След Втората световна война тук активно се развиват електронната и металургичната промишленост, и се възраждат западналите преди войната текстилно и хартиено производство. Металургичните комбинати произвеждат и материалите за автомобилостроене в Тойота. Хамамацу е лидер в производството на пиана и мотоциклети в страната. В Шимидзу са застъпени производството на алуминий, химикали и консервирани храни.
Областта Тосан обхваща префектури Яманаши, Гифу и Нагано. В миналото тук е било сърцето на бубарството в Япония, а днес се отглеждат ориз и плодове. Производствата са основно високоточни прибори и водноелектрическа енергия, особено в дълбоките каньони на планините. Тази област е известна и като Кошинецу.

## Префектури
| Префектура | Население | Административен център | Изглед |
| ---------- | --------- | ---------------------- | ------ |
| Айчи       | 7 410 719 | Нагоя                  |        |
| Шидзуока   | 3 765 007 | Шидзуока               |        |
| Ниигата    | 2 374 450 | Ниигата                |        |
| Нагано     | 2 152 449 | Нагано                 |        |
| Гифу       | 2 080 773 | Гифу                   |        |
| Ишикава    | 1 169 788 | Канадзава              |        |
| Тояма      | 1 093 247 | Тояма                  |        |
| Яманаши    | 863 075   | Кофу                   |        |
| Фукуи      | 806 314   | Фукуи                  |        |

## Галерия
- Централата на Тойота в едноименния град
- Влак Мейтецу 1000 в Нагоя
- Замъкът на Канадзава
- Планини в околностите на Нагано
- Нощен изглед от Нагоя